# Флавий Президий
Флавий Президий (англ. Flavius Praesidius) — римский государственный деятель конца V века.
Об этом человеке ничего неизвестно, кроме того, что он занимал должность консула в 494 году с Апронианом Астерием.